# The Naked Now
"The Naked Now" är det tredje avsnittet i första säsongen av den amerikanska science fiction-serien Star Trek: The Next Generation. Det visades första gången i USA 5 oktober 1987 och i Sverige 30 september 1994. Det regisserades av Paul Lynch efter ett manus av D. C. Fontana (under pseudonymen J. Michael Bingham). Avsnittet krediterar även John D.F. Black för sin bidragande roll till ursprunget till avsnittets handling.
I avsnittet stöter Enterprise på ett forskningsskepp där samtliga i personalen har avlidit. Besättningen blir snabbt infekterade av ett mystiskt virus som orsakar att de upplever en alkoholberusning, med symptom som liknar det som drabbade James T. Kirks besättning flera decennier tidigare.
Avsnittet är baserat på ett ofullbordat manus av Gene Roddenberry och är en uppföljare till avsnittet "The Naked Time" från Star Trek: The Original Series. Det fick i början kritik från fans för handlingens ursprung och senare negativa recensioner. 

## Handling
Besättningen ombord Enterprise undersöker ett mystiskt meddelande från forskningsskeppet Tsiolkovsky som var sänt för att undersöka en exploderande jättestjärna. Meddelandet är kaotiskt och avbryts plötsligt av ett ljud som Data (Brent Spiner) identifierar som en öppnad tryckdörr.
När Enterprise anländer skickas en grupp av besättningen till Tsiolkovsky, där hela besättningen dött till följd av dramatiska klimatförändringar; flera avdelningar av skeppet är frusna. Många återfinns halvt avklädda. För att bogsera Tsiolkovsky från stjärnan transporteras gruppen tillbaka till Enterprise. Doktor Beverly Crusher (Gates McFadden) vill veta om något smittsamt orsakade det kaos som slutligen dödade besättningen på Tsiolkovsky och beordrar alla att inställa sig i sjukhytten. Samtliga förklaras helt friska förutom Geordi LaForge (LeVar Burton) som klagar högljutt och irriterat över att det är för varmt.
Efter några underliga händelser och mycket mystisk beteende från LaForge drar Beverly förbryllat slutsatsen att han är berusad eller åtminstone beter sig som om han vore berusad. Under tiden har William Riker (Jonathan Frakes) funnit en referens till "dusch med kläderna på" i Stjärnflottans bibliotek. Referensen nämner rymdskeppet Enterprise, kommendör James T. Kirk och en liknande situation (se "The Naked Time"). De sänder informationen till Crusher i tron att de funnit ett botemedel.

## Produktion
Star Trek: The Next Generation's skapare Gene Roddenberry ville ha med ett avsnitt i serien som tidigt avslöjar rollfigurernas drivkrafter till publiken. Som bas för detta avsnitt vände han sig till avsnittet "The Naked Time" från Star Trek: The Original Series. Seriens exekutiva producent Rick Berman beskrev "The Naked Now" som "en homage, inte en kopia" av "The Naked Time", medan regissören Paul Lynch beskrev det som "något mer vuxet och mycket mer komisk än det ursprungliga".
"The Naked Now" är baserad på ett ofullbordat manus av Roddenberry för The Next Generation med titeln "Revelations". De första scenerna var i stort sett likartade, men i "Revelations" infekterades Yar av La Forge, samtidigt som han genomförde misslyckade sexuella närmanden mot henne. Författaren D.C. Fontana, som även skrev manus på originalserien, skrev ett nytt utkast av manuset med flera andra förändringar som inte syntes i det färdiga avsnittet. Bland dessa fanns bland annat scener där Data tackar nej till Yars sexuella närmanden, Trois brist på integritet på grund av sin empatiska förmåga, Picards oro för familjerna på skeppet samt Rikers rädsla för att bli en ensam rymdskeppskapten.
Brooke Bundy gjorde sitt enda framträdande som Enterprises förste chefsingenjör Sarah MacDougal i detta avsnitt. Rollen som chefsingenjör förändrades flera gånger under resten av den första säsongen innan Geordi La Forge fick rollen i säsong två. Michael Rider gjorde sitt första framträdande som en okänd transportörchef och kom att åter dyka upp igen i samma roll för ytterligare två avsnitt innan sitt sista framträdande som en säkerhetsvakt.
Modellen som föreställer skeppet SS Tsiolkovsky var en omklädd modell av skeppet USS Grissom från Star Trek III (1984). Michael Okuda skapade en dedikationsplakett för Tsiolkovsky som uppgavs att den hade skapats i Sovjetunionen. En kopia skickades därefter för visning på Tsiolkovsky State Museum i Kaluga, Sovjetryssland.

## Mottagande
"The Naked Now" sändes för första gången i amerikansk TV den 5 oktober 1987. De första reaktionerna från några fans var bestörtning, eftersom det fanns farhågor om att The Next Generation skulle fortsätta att låna berättelser från The Original Series. Manusförfattaren Maurice Hurley sa följande om "The Naked Now": "I didn't like that show at all. It just wasn't very good. What it did show, though, was that the new ensemble could interact, and that there were relationships between them that worked. But doing it was terrible. It was a warmed over premise. Why do it?" Förbindelselänken mellan Data och Yar stod ut som kontroversiell, då Date refererar sig själv som "fullt funktionell" i en sexuell bemärkelse.
Flera recensenter åter såg om avsnittet efter att serien hade rundats av. Keith DeCandido recenserade det för Tor.com där han jämförde det med "The Naked Time" och sa att "there's nothing in this episode as entertaining as Sulu bare-chested with an epee, and Wesley being nerdy in the engine room is nowhere near as much fun as Riley singing". Han gav avsnittet ett betyg på två av tio möjliga, med anmärkningen att "it's rarely a good idea to do an episode where everyone acts out of character as only the second one out of the gate, since we don't know enough about these people for their acting strange to be meaningful." Huvudrollsinnehavaren Wil Wheaton såg om avsnittet för AOL TV och summerad det genom att säga följande: "whether it was the worst episode ever or not probably rested upon the viewer's expectations. Trekkies who were looking for reasons to hate The Next Generation found plenty" while "viewers who were willing to watch it with an open mind saw flashes of things they came to love watching", och gav avsnittet betyget D+.
James Hunt skrev om avsnittet för hemsifan "Den of Geek", där han konstaterade att han inte kunde förstå varför någon kunde vilja visa rollfigurerna utan sina karaktärsdrag endast i det andra avsnittet av of serien, innan tittarna hunnit fått en baslinje från vilken att förstå varför karaktärernas beteende var onormala. Han lovordade idén om att ansluta The Next Generation till The Original Series tidigt i serien, men påpekade också att "however you slice it up, this episode is pretty awful". Jamahl Epsicokhan påpekade på sin hemsida "Jammer's Reviews" att "there's a certain memorable quality to this episode, despite its campy, overplayed comedy" but that "ultimately, the show is too goofy for its own good, but it's at least not boring", awarding it a score of two and a half out of four.
Michelle Erica Green, som skrev för TrekNation, tyckte att avsnittet kunde ha förbättrats om det hade visats några säsonger längre fram, då rollfigurerna vid den tidpunkten var mer kända för tittarna. Hon hävdade också att handlingens synopsis skulle ha fungerat bättre om den hade använts för ett avsnitt av Star Trek: Voyager. Hon tyckte att avsnittet var "boring, because we already know how it's going to end, and it's trivial, because already we can see how easily this crew can be diverted from duty." Zack Handlen recenserade "The Naked Now" för The A.V. Club. Han gav avsnittet ett betyg på D- och hans kritik av avsnittet inkluderade beskrivningen av scenen med Yar och Data som "kolossalt missbedömde" samtidigt som han angrep Wesley Crushers "twerpitude".

## Utgivning
Den första utgivningen av "The Naked Now" var på en VHS-kassett som släpptes den 5 september 1991 i USA och Kanada. Avsnittet inkluderades senare på Star Trek: The Next Generations säsongsbox på DVD som släpptes i mars 2002, och senare som en del av första säsongens utgivning på Blu-ray som släpptes den 24 juli 2012.